# Danièle Allouche
Pour les articles homonymes, voir Allouche.
Danièle Allouche-Gaviard, née à Alger le 20 mars 1956, est une joueuse de bridge française.

## Biographie
Elle fait sa scolarité au lycée Thiers de Marseille.
Elle débuta les cartes à l'Océan Bridge Club, quartier Bonneveine.
Après avoir exercé le métier d'ingénieur commerciale pour l'entreprise IBM à Paris à la fin du siècle dernier, elle est désormais joueuse professionnelle, et organisatrice de voyages à thèmes. 

## Palmarès
- Double Championne du monde féminine par équipes (Venice Cup): 2005 et 2008 .
- Sextuple Championne d'Europe féminine par équipes: 1983, 1985, 1987, 2006, 2008 et 2010;
- Vice-championne du monde par équipes: 1987;
- Médaille d'argent du Transnational (mixte): 2001;
- Finaliste de la sélection Open: 2005;
- 3e des championnats du monde féminins par équipes: 1985;
- 3e des championnats d'Europe féminins par équipes: 1989 et 2004;
- 3e des championnats d'Europe par paires: 2003 (championne de France: 1989).